# Obere Urft
Koordinaten: 50° 25′ 9″ N, 6° 31′ 47″ O

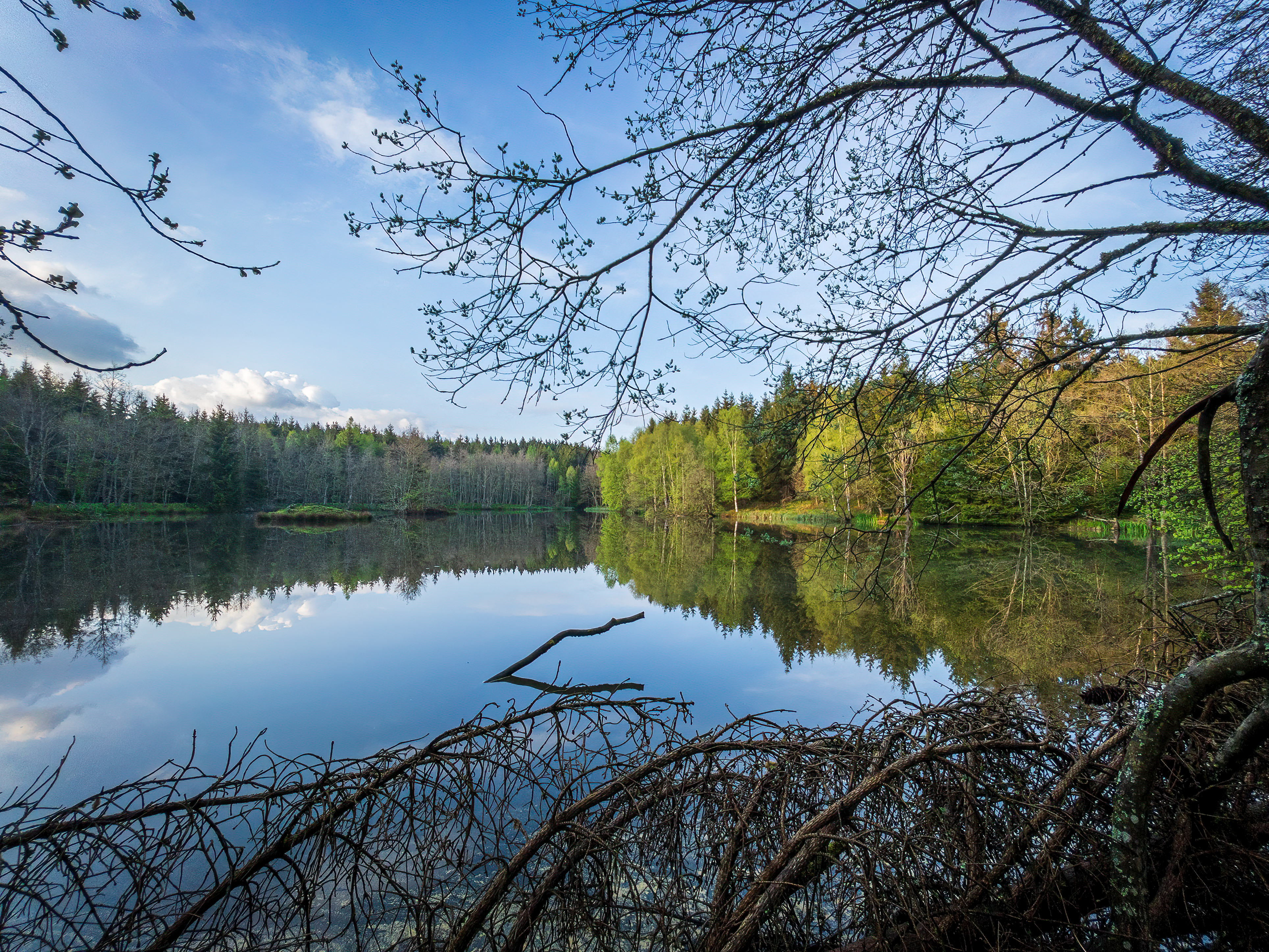
Naturschutzgebiet Obere Urft (Mai 2022)

Das Naturschutzgebiet Obere Urft liegt auf dem Gebiet der Gemeinde Dahlem im Kreis Euskirchen in Nordrhein-Westfalen.
Das Naturschutzgebiet erstreckt sich nördlich des Kernortes Dahlem und nordwestlich von Schmidtheim entlang der Urft, eines rechten Nebenflusses der Rur. Nordöstlich des Gebietes verläuft die Kreisstraße K 61, östlich die Landesstraße L 204, südöstlich die K 74 und die B 51 und südwestlich die L 110. Südlich liegt der Flugplatz Dahlemer Binz.

## Bedeutung
Das etwa 45,0 ha große Gebiet wurde im Jahr 2001 unter der Schlüsselnummer EU-080 unter Naturschutz gestellt. Schutzziele sind
- die Erhaltung und Förderung des wertvollen Gewässer-Grünland-Komplexes,
- die Erhaltung des naturnahen Quellbach-Feuchtwiesen-Komplexes,
- der Erhalt eines Mittelgebirgsbaches mit naturnahem Verlauf mit abschnittsweise vorhandenen charakteristischem Hochstaudensaum und RL Pflanzenarten und Entwicklung typischer Ufergehölze,
- die Erhaltung der naturnahen Gewässer und angrenzenden Bereiche als wertvolle Lebensräume und
- die Weiterentwicklung der durch Windbruch offenen Flächen.[2]